# Unione Sportiva Alessandria Calcio 1981-1982
Questa pagina raccoglie le informazioni riguardanti l'Unione Sportiva Alessandria Calcio nelle competizioni ufficiali della stagione 1981-1982.

## Stagione
Nel 1981-1982 l'Alessandria disputò il terzo campionato di Serie C1 della sua storia. Il neopromosso club si presentò ai nastri di partenza tra varie incognite: in fase di mercato la società si mosse timidamente e l'acquisto più importante, quello della punta del Montecatini D'Urso, si rivelò poco indovinato, tanto che già in autunno il giocatore fece ritorno in Toscana. Sul lungo andare si dimostrò poi poco efficace la tattica estremamente attendista voluta dall'allenatore Ballacci; i difensori grigi trovarono ben più difficoltà nell'affrontare i robusti attacchi delle tante candidate alla Serie B di quanto non era accaduto l'anno prima in C2. Ciò nonostante, la squadra nelle prime giornate si comportò discretamente; fu verso le ultime gare dell'andata che l'Alessandria venne risucchiata una prima volta in zona retrocessione. A questo calo la squadra rispose comunque in maniera incoraggiante: gli undici punti guadagnati nelle prime sette partite del girone di ritorno la proiettarono fuori dalla zona calda. L'ottimo pareggio ottenuto il 25 aprile contro la corazzata Atalanta sembrò spianare la strada ai grigi verso la salvezza; a cambiare registro fu la pesante sconfitta interna subita contro la Sanremese, diretta concorrente. Nelle ultime due partite una squadra indolente si lasciò infilzare da Vicenza e Parma e precipitò al penultimo posto, facendo ritorno in quarta serie dopo una sola stagione.

## Divise e sponsor
| 1ª divisa | 2ª divisa |

## Organigramma societario
Area direttiva
- Presidente: Fernando Cerafogli
- Vice presidenti: Gianni Piterà e Michele Sandroni
- Segretario: Gianfranco Coscia

Area tecnica
- Direttore sportivo: Mario Fara
- Allenatore: Dino Ballacci
- Responsabile giovanili: Giulio Maffieri

Area sanitaria
- Medico sociale: Luigi Mazza
- Massaggiatore: Sergio Viganò

## Rosa
| N. |                   | Ruolo | Calciatore         |
| -- | ----------------- | ----- | ------------------ |
|    | Italia (bandiera) | P     | Lauro Davoli       |
|    | Italia (bandiera) | P     | Adriano Zanier     |
|    | Italia (bandiera) | D     | Fabio Albinelli    |
|    | Italia (bandiera) | D     | Antonio Colombo    |
|    | Italia (bandiera) | D     | Sergio Dariol      |
|    | Italia (bandiera) | D     | Mariano Fabris     |
|    | Italia (bandiera) | D     | Franco Moretti     |
|    | Italia (bandiera) | D     | Stefano Primizio   |
|    | Italia (bandiera) | D     | Stefano Soncini    |
|    | Italia (bandiera) | C     | Alfredo Bencardino |
|    | Italia (bandiera) | C     | Rocco Cotroneo     |

| N. |                      | Ruolo | Calciatore            |
| -- | -------------------- | ----- | --------------------- |
|    | Italia (bandiera)    | C     | Gian Cesare Discepoli |
|    | Italia (bandiera)    | C     | Riccardo Giuntini     |
|    | Italia (bandiera)    | C     | Maurizio Maniscalco   |
|    | Italia (bandiera)    | C     | Enrico Piccotti       |
|    | Italia (bandiera)    | C     | Maurizio Re           |
|    | Australia (bandiera) | A     | Renato Colusso        |
|    | Italia (bandiera)    | A     | Claudio Di Prete      |
|    | Italia (bandiera)    | A     | Francesco D'Urso      |
|    | Italia (bandiera)    | A     | Primo Pasquali        |
|    | Italia (bandiera)    | A     | Sileno Passalacqua    |
|    | Italia (bandiera)    | A     | Enrico Rinaldi        |

## Risultati

### Serie C1

#### Girone Di Andata
| Arbitro: | Sguizzato (Verona) |

|              |           |              |
| Pasquali 34’ | Marcatori | 5’ Mulinacci |

| Arbitro: | Testa (Prato) |

|                        |           |                                |
| Gambin 15’ Manarin 72’ | Marcatori | 23’ (aut.) Merlin 82’ Pasquali |

| Arbitro: | Ramicone (Tivoli) |

|                 |           |  |
| Passalacqua 70’ | Marcatori |  |

| Arbitro: | Laudato (Taranto) |

|              |           |  |
| Messersì 65’ | Marcatori |  |

| Alessandria 18 ottobre 1981 | Alessandria               | 0 – 0 | Forlì | Stadio Giuseppe Moccagatta (5.000 spett.)\| Arbitro: \| Marchese (Frattamaggiore) \| |
| Arbitro:                    | Marchese (Frattamaggiore) |       |       |                                                                                      |

| Arbitro: | Scevola (Milano) |

|            |           |              |
| Meloni 56’ | Marcatori | 80’ Di Prete |

| Arbitro: | Greco (Brindisi) |

|             |           |           |
| Colusso 11’ | Marcatori | 17’ Mitri |

| Arbitro: | Baldi (Roma) |

|             |           |  |
| Tosetto 10’ | Marcatori |  |

| Arbitro: | Giannoni (Jesi) |

|                                  |           |              |
| Giuntini 45’ Pasquali 59’ (rig.) | Marcatori | 74’ Conforto |

| Arbitro: | Coppetelli (Tivoli) |

|  |           |                                 |
|  | Marcatori | 52’ Cavestro 57’ (rig.) De Poli |

| Arbitro: | Gava (Conegliano) |

|                            |           |  |
| Mutti 56’ Magnocavallo 88’ | Marcatori |  |

| Arbitro: | Pellicanò (Reggio Calabria) |

|              |           |                             |
| Pasquali 40’ | Marcatori | 29’ Villanova 68’ Bertinato |

| Arbitro: | Vasselli (Roma) |

|            |           |              |
| Tonali 81’ | Marcatori | 90’ Di Prete |

| Sanremo 20 dicembre 1981 | Sanremese           | 0 – 0 | Alessandria | Stadio Comunale\| Arbitro: \| Bruschini (Firenze) \| |
| Arbitro:                 | Bruschini (Firenze) |       |             |                                                      |

| Arbitro: | Lamorgese (Potenza) |

|  |           |           |
|  | Marcatori | 80’ Bolis |

| Arbitro: | Testa (Prato) |

|                               |           |  |
| Grop 67’, 79’ Princivalle 89’ | Marcatori |  |

| Alessandria 17 gennaio 1982 | Alessandria      | 0 – 0 | Parma | Stadio Giuseppe Moccagatta (3.000 spett.)\| Arbitro: \| Da Pozzo (Monza) \| |
| Arbitro:                    | Da Pozzo (Monza) |       |       |                                                                             |

#### Girone Di Ritorno
| Arbitro: | Tuveri (Cagliari) |

|  |           |              |
|  | Marcatori | 81’ Di Prete |

| Arbitro: | Vasselli (Roma) |

|             |           |  |
| Rinaldi 79’ | Marcatori |  |

| Rho 7 febbraio 1982 | Rhodense          | 0 – 0 | Alessandria | Stadio Comunale\| Arbitro: \| Fassari (Catania) \| |
| Arbitro:            | Fassari (Catania) |       |             |                                                    |

| Arbitro: | Scevola (Milano) |

|                                       |           |  |
| Discepoli 8’ Colusso 26’ Piccotti 30’ | Marcatori |  |

| Arbitro: | Lorenzetti (Macerata) |

|                              |           |                          |
| Marronaro 1’ Beccati 7’, 27’ | Marcatori | 2’ Pasquali 57’ Di Prete |

| Arbitro: | Galbiati (Monza) |

|                            |           |  |
| Discepoli 42’ Giuntini 90’ | Marcatori |  |

| Arbitro: | Giannoni (Jesi) |

|              |           |  |
| De Falco 76’ | Marcatori |  |

| Arbitro: | Luci (Firenze) |

|                     |           |                             |
| Di Prete 74’ (rig.) | Marcatori | 56’ Rabitti 72’ Agostinelli |

| Arbitro: | Fassari (Catania) |

|                           |           |              |
| Pietropaolo 70’ Tolio 77’ | Marcatori | 46’ Piccotti |

| Arbitro: | Laudato (Taranto) |

|                             |           |  |
| Discepoli 65’ Albinelli 67’ | Marcatori |  |

| Arbitro: | Frigerio (Milano) |

|             |           |  |
| Pezzato 49’ | Marcatori |  |

| Alessandria 25 aprile 1982 | Alessandria         | 0 – 0 | Atalanta | Stadio Giuseppe Moccagatta (6.000 spett.)\| Arbitro: \| Bruschini (Firenze) \| |
| Arbitro:                   | Bruschini (Firenze) |       |          |                                                                                |

| Arbitro: | Valente (Monfalcone) |

|                                  |           |  |
| Domenicali 34’, 69’ Giuriati 88’ | Marcatori |  |

| Arbitro: | Ongaro (Rovigo) |

|  |           |             |
|  | Marcatori | 22’ Cantore |

| Arbitro: | Pampana (Pisa) |

|              |           |              |
| Galluzzo 50’ | Marcatori | 32’ Di Prete |

| Arbitro: | D'Innocenzo (Ciampino) |

|  |           |          |
|  | Marcatori | 75’ Donà |

| Arbitro: | Ramacci (Latina) |

|                                            |           |  |
| Cannata 55’ (rig.) Pari 79’ D'Agostino 89’ | Marcatori |  |

### Coppa Italia Di Serie C

#### Girone 1
| Alessandria 27 agosto 1981                            | Alessandria | 1 – 0 | Derthona | Stadio Giuseppe Moccagatta |
| \| \| \| \| \| Pasquali 70’ (rig.) \| Marcatori \| \| |             |       |          |                            |
|                                                       |             |       |          |                            |
| Pasquali 70’ (rig.)                                   | Marcatori   |       |          |                            |

| Arbitro: | Luci (Firenze) |

|           |           |  |
| Mendo 79’ | Marcatori |  |

| Arbitro: | Galbiati (Monza) |

|                                           |           |                    |
| Brambilla 11’ Paolini 53’ Quagliaroli 65’ | Marcatori | 82’ (aut.) Gabbana |

| Arbitro: | Calafiore (Brescia) |

|                                   |           |                        |
| Citterio 37’ (aut.) Discepoli 46’ | Marcatori | 3’ Del Rosso 33’ Mendo |

## Statistiche

### Statistiche di squadra
| Competizione         | Punti | In casa | In casa | In casa | In casa | In casa | In casa | In trasferta | In trasferta | In trasferta | In trasferta | In trasferta | In trasferta | Totale | Totale | Totale | Totale | Totale | Totale | DR  |
| Competizione         | Punti | G       | V       | N       | P       | Gf      | Gs      | G            | V            | N            | P            | Gf           | Gs           | G      | V      | N      | P      | Gf     | Gs     | DR  |
| -------------------- | ----- | ------- | ------- | ------- | ------- | ------- | ------- | ------------ | ------------ | ------------ | ------------ | ------------ | ------------ | ------ | ------ | ------ | ------ | ------ | ------ | --- |
| Serie C1             | 25    | 17      | 6       | 5       | 6       | 15      | 12      | 17           | 1            | 6            | 10           | 9            | 25           | 34     | 7      | 11     | 16     | 24     | 37     | -13 |
| Coppa Italia Serie C | -     | 2       | 1       | 1       | 0       | 3       | 2       | 2            | 0            | 0            | 2            | 1            | 4            | 4      | 1      | 1      | 2      | 4      | 6      | -2  |
| Totale               | -     | 19      | 7       | 6       | 6       | 18      | 14      | 19           | 1            | 6            | 12           | 10           | 29           | 38     | 8      | 12     | 18     | 28     | 43     | -15 |

### Statistiche dei giocatori
| Giocatore      | Serie C1 | Serie C1 | Coppa Italia Serie C | Coppa Italia Serie C | Totale   | Totale |
| Giocatore      | Presenze | Reti     | Presenze             | Reti                 | Presenze | Reti   |
| -------------- | -------- | -------- | -------------------- | -------------------- | -------- | ------ |
| F. Albinelli   | 23       | 1        | 4                    | 0                    | 27       | 1      |
| A. Bencardino  | 27       | 0        | -                    | -                    | 27       | 0      |
| A. Colombo     | 29       | 0        | 3                    | 0                    | 32       | 0      |
| R. Colusso     | 24       | 2        | 4                    | 0                    | 28       | 2      |
| R. Cotroneo    | 23       | 0        | 3                    | 0                    | 26       | 0      |
| S. Dariol      | 13       | 0        | 3                    | 0                    | 16       | 0      |
| L. Davoli      | 19       | -22      | -                    | -                    | 19       | -22    |
| C. Di Prete    | 33       | 6        | 3                    | 0                    | 36       | 6      |
| G.C. Discepoli | 31       | 3        | 4                    | 1                    | 35       | 4      |
| F. D'Urso      | 2        | 0        | 4                    | 0                    | 6        | 0      |
| M. Fabris      | 25       | 0        | 3                    | 0                    | 28       | 0      |
| R. Giuntini    | 27       | 2        | -                    | -                    | 27       | 2      |
| M. Maniscalco  | 30       | 0        | 1                    | 0                    | 31       | 0      |
| Mantovani      | 1        | 0        | 1                    | 0                    | 2        | 0      |
| F. Moretti     | 1        | 0        | -                    | -                    | 1        | 0      |
| Negri          | -        | -        | 1                    | 0                    | 1        | 0      |
| P. Pasquali    | 32       | 5        | 4                    | 1                    | 36       | 6      |
| S. Passalacqua | 6        | 1        | -                    | -                    | 6        | 1      |
| E. Piccotti    | 33       | 2        | 4                    | 0                    | 37       | 2      |
| S. Primizio    | 1        | 0        | -                    | -                    | 1        | 0      |
| M. Re          | 4        | 0        | 3                    | 0                    | 7        | 0      |
| E. Rinaldi     | 3        | 1        | -                    | -                    | 3        | 1      |
| S. Soncini     | 21       | 0        | 2                    | 0                    | 23       | 0      |
| Zanelli        | 2        | 0        | -                    | -                    | 2        | 0      |
| A. Zanier      | 15       | -15      | 4                    | -6                   | 19       | -21    |